# Мальтийско-турецкие отношения
Мальтийско-турецкие отношения — двусторонние дипломатические отношения между Мальтой и Турцией.

## История
Мальта имеет историческое значение для турецкого народа: знаменитый адмирал военно-морского флота Османской империи Тургут-реис был убит во время безуспешной для турок Великой осады Мальты в 1565 году. В 1873 году османский султан Абдул-Азиз распорядился открыть в Марсе Турецкое военное кладбище.

## Политические отношения
Интересы Мальты в Турции представлены через посла с резиденцией в Валлетте и генеральное консульство в Стамбуле. Посольство Турции на Мальте располагается во Флориане. Обе страны являются полноправными членами Совета Европы, Всемирной торговой организации и Союза для Средиземноморья. C 1 мая 2004 года Мальта является членом Европейского союза, а Турция является кандидатом на вступление в эту организацию.
В октябре 2003 года в Анталии странами было подписано Соглашение о взаимном поощрении и защите инвестиций, а также Меморандум о взаимопонимании по созданию политического консультативного механизма.

## Торговля
В 2008 году объём товарооборота между странами составил сумму 1,124 млрд. долларов США, по сравнению с аналогичным периодом прошлого года произошло увеличение на 35 %. 7 сентября 2007 года Турецко-мальтийский деловой совет и другие межправительственные организации отдают приоритет развитию коммерческим связям.
По состоянию на 2008 год 24 турецких фирмы были представлены на Мальте, а их совокупный капитал составлял сумму 1,3 млрд. долларов США. Одной из областей сотрудничества между двумя странами являются водные ресурсы: на Мальте расположено одно из основных судоремонтных предприятий в Средиземном море, а в Турции активно развивается судостроение. В 2008 году Air Malta и Turkish Airlines подписали соглашение о код-шеринге.
19 сентября 1997 года страны заключили Соглашение о сотрудничестве в области туризма. В 2008 году более 3058 мальтийских туристов посетили Турцию.